# Samida
Samida is een bestuurslaag in het regentschap Garut van de provincie West-Java, Indonesië. Samida telt 4184 inwoners (volkstelling 2010).